# ماتياس مانتيلا
ماتياس مانتيلا (بالإسبانية: Matias Mantilla)‏ هو لاعب كرة قدم أرجنتيني في مركز الدفاع، ولد في 14 فبراير 1981 في بوينس آيرس في الأرجنتين. لعب مع أرجنتينوس جونيورز وديفينسوريس دي بيلغرانو وريال سالت ليك وهوراكان.

## وصلات خارجية
- ماتياس مانتيلا على موقع الدوري الأمريكي (الإنجليزية)
- ماتياس مانتيلا على موقع قاعدة بيانات كرة القدم.إي يو (الإنجليزية)
- ماتياس مانتيلا على موقع Soccerway.com (الإنجليزية)